# Theon Junior (cratère)
Pour les articles homonymes, voir Theon.
Theon Junior (littéralement en français : Théon le Jeune) est un cratère lunaire de 17,61 km de diamètre situé dans le quadrangle LAC-78 juste à l'ouest-sud-ouest du cratère Delambre. L'autre cratère proéminent à proximité est Taylor (en) au sud. Il a été nommé en référence à l'astronome grec Théon d'Alexandrie.

Il forme une paire avec Theon Senior, situé seulement à deux longueurs de cratères au nord-nord-ouest. Le cratère est circulaire et en forme de bol, avec un petit plancher au bas de parois intérieures hautes et inclinées. Le cratère est de la période ératosthénienne, qui a duré de 3,2 à 1,1 milliard d'années. La différence de hauteur entre son pourtour et sa partie la plus profonde est de 3 580 m,.

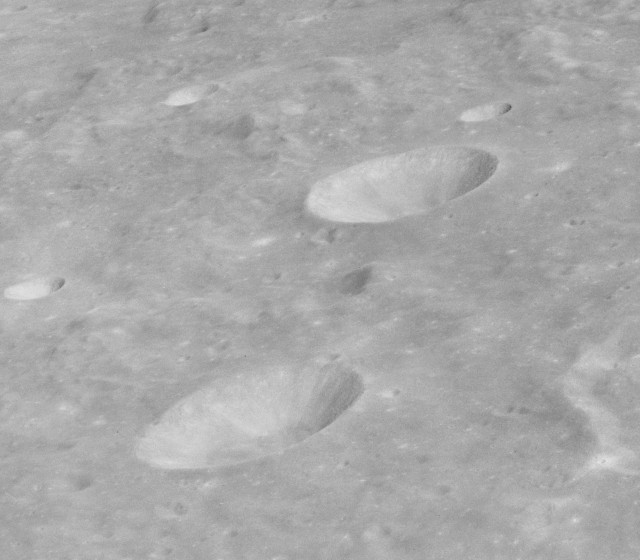
Vue oblique de Theon Senior (en haut) et Theon Junior (en bas) depuis Apollo 16.

## Cratères satellites

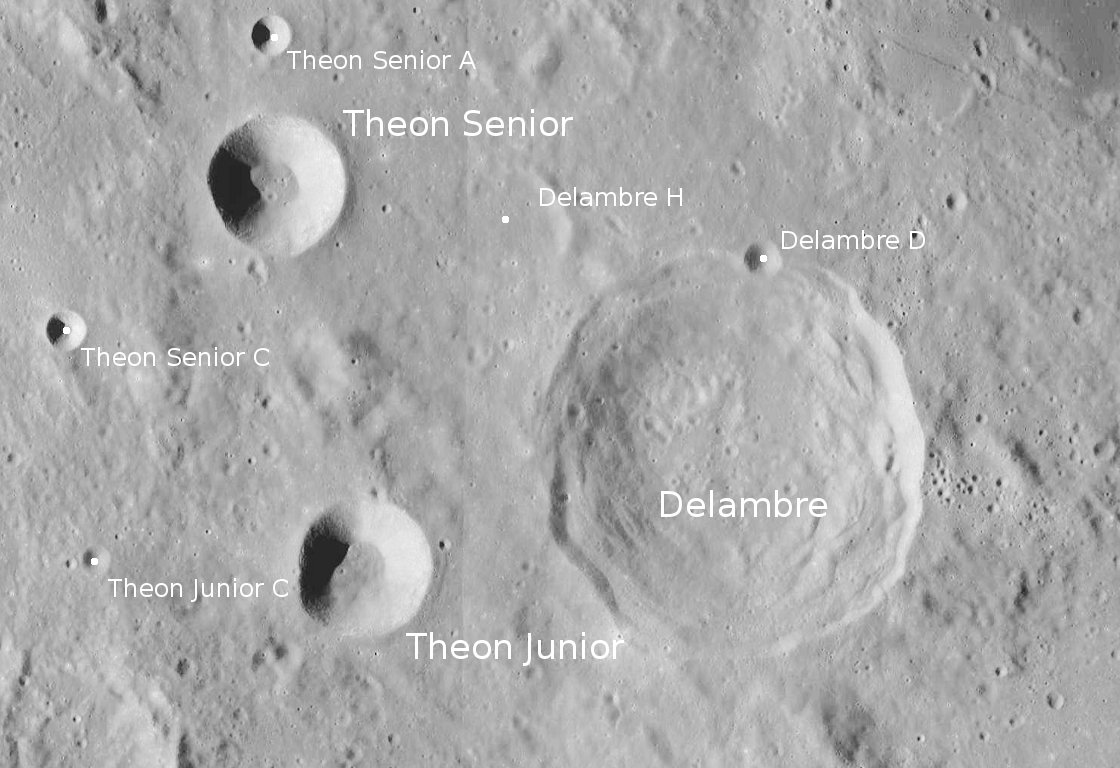
Vue de la région.

Par convention, ces formations sont identifiées sur les cartes lunaires en plaçant la lettre sur le côté du point médian du cratère qui est le plus proche de Theon Junior.
| Theon Junior | Latitude | Longitude | Diamètre |
| ------------ | -------- | --------- | -------- |
| B            | 2.1° S   | 13.3° E   | 8 km     |
| C            | 2.3° S   | 14.7° E   | 4 km     |